# Torneo de Metz 2010
El Torneo de Metz es un evento de tenis que se disputa en Metz, Francia,  se juega entre el 20 de septiembre y el 26 de septiembre de 2010.

## Campeones
- Individuales masculinos:  Gilles Simon derrota a   Mischa Zverev, 7–5, 6–1.

- Dobles masculinos:  Dustin Brown /  Rogier Wassen derrotan a  Marcelo Melo /  Bruno Soares, 6–3, 6–3.